# Roberto Pariante
Roberto Pariante (* 13. Februar 1932 in Neapel; † 5. Januar 2009 in Rom) war ein italienischer Regieassistent und Fernsehregisseur.
Nach einem Abschluss in Rechtswissenschaften zog Pariante 1955 nach Rom, wo er das Centro Sperimentale di Cinematografia besuchte. 1957 drehte er als Abschlussfilm den kurzen Il prete. Pariante war von 1957 bis 2003 einer der gefragtesten Regieassistenten der italienischen Kinolandschaft sowie des Fernsehens. 1973 inszenierte er sein einziges eigenverantwortetes Werk, den Fernsehfilm Testimone oculare, einen von vier Filmen, aus denen der von Dario Argento produzierte und geschriebene Zyklus La porta nel buio bestand. Ab 1996 betätigte er sich ein paar Mal auch als Filmproduktionsleiter.
Als Autor beschrieb er in dem 2013 posthum erschienenen La Méta di un sogno (ISBN 9788877969828) seinen Beruf.

## Filmografie
- 1973: Testimone oculare (Fernsehfilm)